# HD84910
HD84910 — подвійна зоря. 
Дана подвійна система має видиму зоряну величину в смузі V приблизно 7,1.

## Подвійна зоря
Головна зоря цієї системи належить до хімічно пекулярних зір й має спектральний клас A2.
Інша компонента має  спектральний клас F0.